# Cameraria superimposita
Cameraria superimposita är en fjärilsart som först beskrevs av Braun 1925.  Cameraria superimposita ingår i släktet Cameraria och familjen styltmalar. Inga underarter finns listade i Catalogue of Life.